# Megachalcis malabarica
Megachalcis malabarica är en stekelart som beskrevs av T.C. Narendran 1989. Megachalcis malabarica ingår i släktet Megachalcis och familjen bredlårsteklar. Inga underarter finns listade i Catalogue of Life.